# Uwe Stamer
Uwe Stamer (* 3. Juli 1944 in Göttingen) ist ein deutscher Religionspädagoge.

## Leben
Nach seinem Abitur 1963 in Düsseldorf studierte Stamer evangelische Theologie und Germanistik in Göttingen und Tübingen. Mit einer Arbeit über Walther von der Vogelweide promovierte er 1976 an der Universität Tübingen zum Dr. phil. 34 Jahre unterrichtete er Deutsch und Evangelische Religion am Eduard-Spranger-Gymnasium in Filderstadt. Stamer war Herausgeber der Reihe Abiturwissen Religion im Klett-Verlag und der Stundenblätter Religion im Klett-Verlag. Neben seinen religionspädagogischen Veröffentlichungen veröffentlichte er den Titel Luthers Land. Literarische Streifzüge zwischen Coburg und Wittenberg. Er wohnt in Dettenhausen.